# 以色列北部边境四轴飞行器队
以色列北部边境四轴飞行器队是一队女兵，被称为以色列國防軍「飞行小队」，在以色列和黎巴嫩之间的北部边界发射四轴飞行器。它保护以色列国免受真主党的意外袭击。四轴飞行器的大小从火柴盒到桌子，也可能是武装的。它节省了人力资源，并降低了以军士兵的风险。四轴飞行器可以识别移动了两厘米的岩石，或建造得更高的栅栏。